# Eina de tall
Una eina de tall és l'element utilitzat a les màquines eina per extreure material d'una peça quant es vol portar a terme un procés de mecanització. N'hi ha de molts tipus per a cada màquina, però totes es basen en un procés d'arrencament de ferritja. És a dir, en haver una elevada diferència de velocitats entre l'eina i la peça, en entrar en contacte l'aresta de tall amb la peça, s'arrenca material i es desprèn la ferritja.
Hi ha diferents tipus d'eines de tall, en funció del seu ús. Les podríem classificar en dues categories: eina feta completament d'acer, i eina amb plaquetes de tall. La principal diferència és que la punta de les segones està feta d'un altre material amb millors propietats que l'acer (com acer al carboni), i aquesta punta pot anar soldada o amb un cargol. Les eines amb la punta d'acer al carboni, són més dures, i això permet que tallin materials més durs, a més altes temperatures i a més altes velocitats.

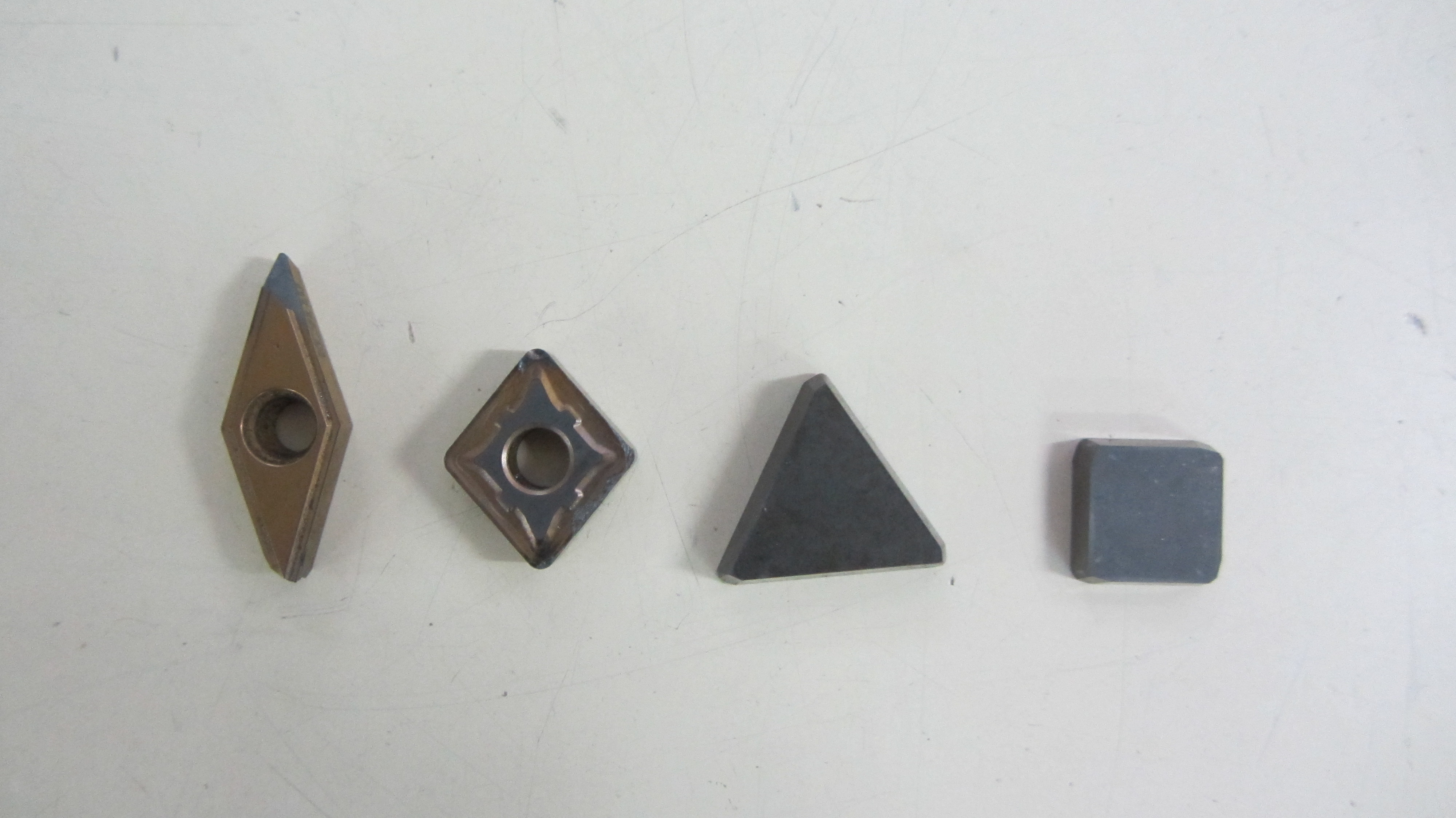
Plaquetes de les eines de tall

Les plaquetes també es poden fixar a l'eina per mitjà d'un cargol. Estan fetes de diferents materials durs com l'acer al carboni, de forma que aguantin molta temperatura. Tenen l'avantatge que quan l'aresta de tall es desgasta, es pot treure el cargol, girar la plaqueta per una cara nova i tornar-la a utilitzar. Finalment quan totes les cares es desgasten, es pot posar una nova plaqueta sense haver de canviar l'eina. Aquesta és una manera econòmica de tenir les eines amb arestes afilades sempre.

## Materials
Per una bona eina de tall, els materials que la formen han de tenir les següents característiques:
- Duresa — Ha de tenir duresa per aguantar l'elevada temperatura i força de fricció quan està en contacte amb la peça.
- Resiliència — Ha de tenir resiliència perquè les eines no s'esquerdin o es fracturin.
- Resistència al desgast — Ha de tenir una duració acceptable, ja que no interessa que s'hagi de canviar molt sovint.

Seguidament es descriuen diferents materials utilitzat per a fabricar eines de tall o plaquetes:
| Material de l'eina | Propietats |
| ------------------ | --- |
| Acer no aliat      | És un acer amb entre 0,5-1,5% de contingut de carboni. Per a temperatures d'uns 250 °C perd la seva duresa, per tant és inapropiat per grans velocitats de tall y no s'utilitza, excepte casos excepcionals, per a la fabricació d'eines de torn. Aquests acers es denominen usualment acers al carboni o acers per fer eines (WS). |
| Acer aliat         | Conté com elements aliats, a més del carboni, addicions de wolframi, crom, vanadi, molibdè i altres. Hi ha acers dèbilment aliats i acers fortament aliats. L'acer ràpid (SS) és un acer fortament aliat. Té una elevada resistència al desgast. No perd la duresa fins a arribar als 600 °C. Aquesta resistència en calent, que és deguda sobre tot a l'alt contingut de wolframi, fa possible el tornejat amb velocitats de tall elevades. Com l'acer ràpid és un material car, l'eina usualment només porta la part tallant feta d'aquest material. ´La part tallant o placa van soldades a un mànec d'acer de les màquines.                                                                |
| Metall dur         | Els metalls durs fan possible un gran augment de la capacitat de tall de l'eina. Els components principals d'un metall dur son el wolframi i el molibdè, a més del cobalt i el carboni. El metall dur és car i se solda en forma de plaquetes normalitzades sobre els mànecs de l'eina que poden ser d'acer barat. Amb temperatures de tall de 900º encara tenen bones propietats de tall i es pot treballar a grans velocitats. Amb això es redueix el temps de treball i a més la gran velocitat de tall ajuda a fer que la peça amb la qual es treballa resulti llisa. És necessari escollir sempre per al treball dels diferents materials la classe de metall dur que sigui més adequada. |
| Diamant            | S'utilitza molts cops per al tall d'eines. El diamant és molt dur i no es desgasta. Es fan servir sobre tot per treballs molt fins en màquines especials. |
| Ceràmics           | Són molt durs, i constituent la part tallant útil, es fixen convenientment en suports adequats. |

## Geometria

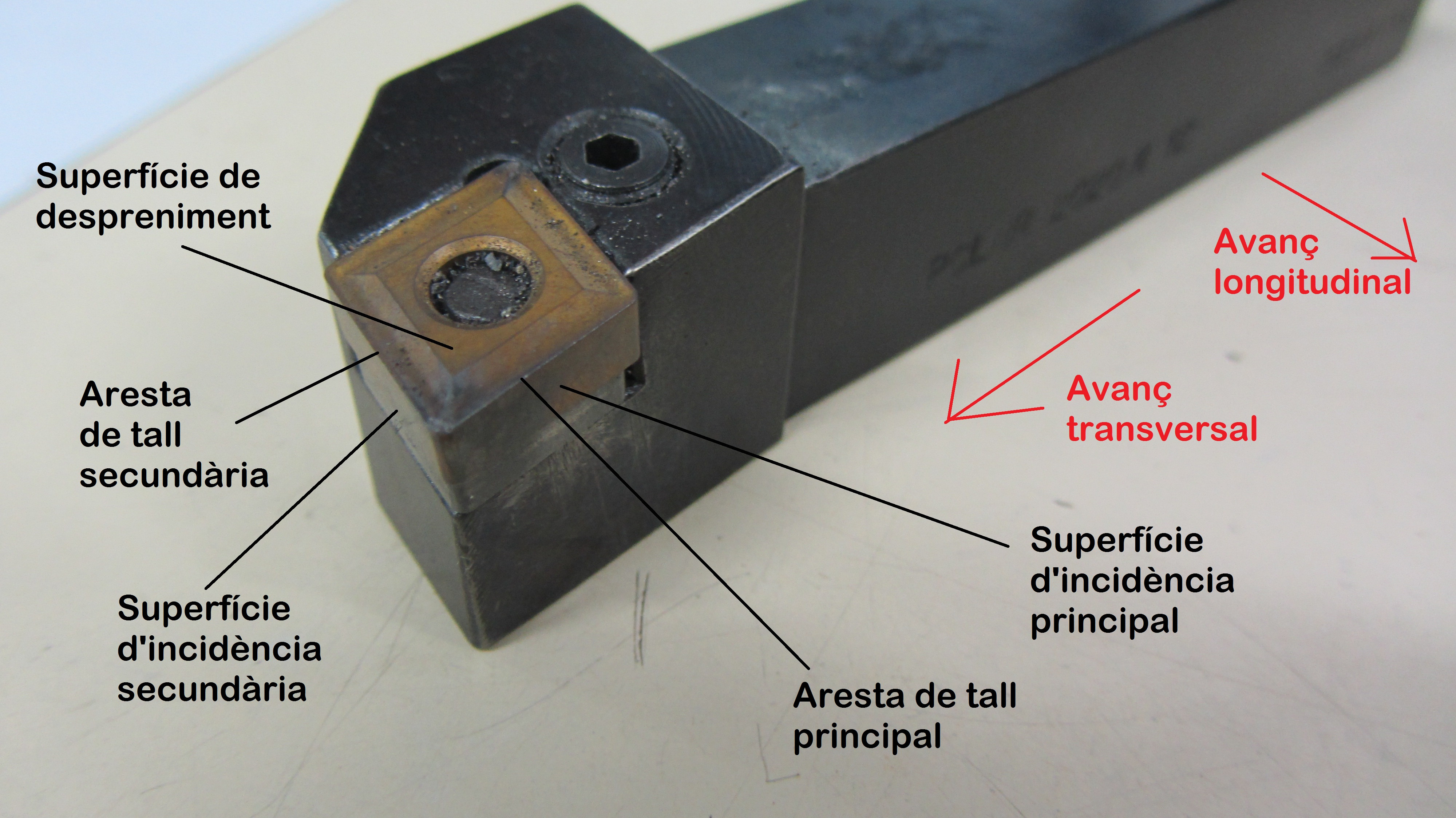
Parts de l'eina de tall

Com es pot apreciar a la imatge del lateral, les diferents parts que formen l'eina de tall són:
- Aresta de tall principal: És la línia on es produeix el tall principal de la peça quan hi ha un avanç longitudinal.
- Superfície d'incidència principal: És la cara que més contacte té amb la peça, està situada de forma que avança perpendicularment amb la direcció d'avanç longitudinal.
- Aresta de tall secundària: És l'aresta per on es talla quan hi ha un avanç transversal.
- Superfície d'incidència secundària: És la cara que avança perpendicularment amb l'avanç transversal.
- Superfície de despreniment: És la cara per on la viruta que es forma al produir-se el tall es desprèn de la peça.

La geometria de les eines de tall es pot descriure per mitjà de diferents angles, on es poden apreciar a la imatge de la dreta, aquests són:
- α: Angle d'incidència
- β: Angle de fulla (o aresta)
- γ: Angle de despreniment
- δ: Angle de tall
- ϕ: Angle de posició principal
- ϕ1: Angle de posició secundari
- ψ: Angle de punta
- λ: Angle de caiguda

D'aquí es compleixen les següents relacions:
- ϕ + ψ + ϕ1 = 180°
- α + β + γ = 90°

## Tipus

### Torn
Les eines del torn no giren sobre si mateixes, com passaria en el cas de la fresa. Només tenen avanç longitudinal o transversal, i el que gira és la peça. A continuació es descriuen algunes de les eines més característiques.
| Nom                     | Descripció | Alçat                       | Perfil                       | Ampliació                       |
| ----------------------- | --- | --------------------------- | ---------------------------- | ------------------------------- |
| Cilindratge - esquerres | Aquesta eina serveix per a partir d'una barra circular, obtenir-ne una de menor diàmetre. La peça va girant sobre si mateixa i l'eina avança longitudinalment amb un cert avanç de forma que va reduint el diàmetre del cilindre. Aquesta concretament és per un avanç longitudinal cap a l'esquerra.                                                | Cilindratge - alçat         | Cilindratge - perfil         | Cilindratge - ampliació         |
| Mandrinatge             | Serveix per ampliar el diàmetre d'un forat. De forma contrària al cilindrat, l'eina es col·loca a l'interior del forat de la peça (que gira sobre si mateixa), i realitza un avanç longitudinal que fa que el diàmetre del forat creixi. | Mandrinatge - alçat         | Mandrinatge - perfil         | Mandrinatge - ampliació         |
| Ranuratge exteriors     | Per crear una ranura en una peça cilíndrica s'utilitza aquesta eina. Mentre la peça gira sobre si mateixa, s'introdueix l'eina fins a la profunditat desitjada i es fa un avanç longitudinal fins a aconseguir l'amplada desitjada. També és possible fer un ranurat frontal, és a dir, en la direcció de l'eix de revolució de la peça.             | Ranuratge exteriors - alçat | Ranuratge exteriors - perfil | Ranuratge exteriors - ampliació |
| Ranuratge interiors     | De forma similar al ranurat d'exteriors, aquesta eina s'introdueix a l'interior d'un forat, i es fa la ranura per dintre. | Ranuratge interiors - alçat | Ranuratge interiors - perfil | Ranuratge interiors - ampliació |
| Roscatge                | Serveix per crear barres roscades. El mecanisme que mou l'eina, s'acobla a una barra de roscar. Això permet que la velocitat longitudinal de l'eina i la angular de la peça quedin fixades en una certa relació, de forma que es podrà crear una rosca. L'eina ha de sortir amb la mateixa relació que ha entrat ja que sinó es destruiria la rosca. | Roscatge - alçat            | Roscatge - perfil            | Roscatge - ampliació            |
| Trossejat               | Aquesta eina actua de forma similar al ranurat d'exteriors, amb la diferència que en el ranurat només s'arriba a una determinada profunditat, mentre que en el trossejat es fa un avanç transversal arribar al final i tallar la peça. | Trossejat - alçat           | Trossejat - perfil           | Trossejat - ampliació           |

### Fresa
Les eines de la fresa, al contrari que les del torn, giren sobre si mateixes, mentre que la peça es queda fixa.
| Nom                            | Descripció | Imatge                         |
| ------------------------------ | --- | ------------------------------ |
| Fresa frontal                  | Té arestes tallants pels laterals i a la punta. Això permet que pugui ser utilitzada per múltiples aplicacions. És possible fer ranures, forats, aplanar superfícies laterals i frontals. El nombre de puntes és variable, generalment són de 2 o 4 puntes, i quant és necessària més precisió poden haver-n'hi 6. També hi ha un altre tipus, en que només hi ha arestes laterals però no a la punta, que s'anomena fresa cilíndrica. | Fresa frontal                  |
| Plat de planejar               | Serveix per crear una superfície plana sobre la peça. El plat de planejar es col·loca a poca profunditat d'una cara pràcticament llisa, i el que s'obté és la cara perfectament llisa. | Plat de planejar               |
| Forma de T (de tipus Woodruff) | Serveix per fer ranures de l'amplada de l'eina. L'eina gira sobre si mateixa, mentre que la peça avança linealment, d'aquesta forma la ranura que queda té el perfil de l'eina. | Forma de T (de tipus Woodruff) |
| Ala de mosca                   | Aquesta eina serveix per fer una forma triangular, tal com es pot veure amb el perfil de l'eina. | Ala de mosca                   |
| Disc serra                     | Permet fer talls estrets. Les puntes de la serra radial són molt fines, per tant les velocitats de tall no poden ser molt elevades. | Disc serra                     |
| Fresa bicònica                 | De Forma similar a la de cua de milà, permet fer una forma triangular, la diferència és que aquesta fa el tall vertical mentre que la de cua de milà el fa lateral. | Fresa bicònica                 |
| Fresa de mòdul                 | Serveix per crear engranatges. Es van fent diferents passades de forma que es van obtenint les diferents dents de l'engranatge. | Fresa de mòdul                 |
| Fresa d'axamfranar             | Aquesta eina s'utilitza per fer xamfrans a la peça, és a dir, converteix una aresta viva en una cara amb un determinat angle i amplada. | Fresa d'axamfranar             |

### Trepant
Les eines de trepant giren sobre si mateixes tal com passa amb la fresa. L'extrem que no talla té forma cònica de forma que s'acobla amb el porta-eines per mitjà d'auto-retenció. La seva finalitat és fer forats. Per fer un forat amb molta precisió, l'ordre natural d'utilització de les eines seria broca, broca mandrí, i cap de frare:
| Nom          | Descripció | Imatge       |
| ------------ | --- | ------------ |
| Broca        | És la primera eina a utilitzar quant es vol fer un forat. Té dos fulles de tall a la punta i una ranura helicoidal per evacuar la ferritja. Té una precisió baixa, amb IT 9-10. Si es vol fer un forat precís el que s'ha de fer és escollir una broca de menor diàmetre que el desitjat i després refinar-lo amb la broca mandrí i el cap de frare. | Broca        |
| Broca mandrí | Aquesta eina serveix per eixamplar forats. El seu extrem no és tant punxegut com la broca ja que el forat ja està prèviament fet i el que fa és treure material dels laterals. Generalment incrementa el diàmetre del forat en 3 o 4 mil·límetres. Amb això s'obté una qualitat de IT 8-9, si es vol refinar més s'ha de passar el cap de frare.     | Broca mandrí |
| Cap de frare | És el pas final per obtenir un forat precís. Després de fer el forat amb la broca i eixamplar-lo amb la broca mandrí, amb el cap de frare s'incrementa el diàmetre del forat en 3 o 4 dècimes de mil·límetre, aconseguint així qualitats de IT 6-7.                                                                                                  | Cap de frare |

També hi ha altres eines de tall que podríem considerar de trepant, com poden ser la mola, la fresa mare, el mascle de roscar, o la filera de roscar.